# Oliver Riedel
Oliver Riedel (n. 11 aprilie 1971, Schwerin, Germania de Est) este un muzician german și basistul trupei germane de Neue Deutsche Härte, Rammstein.

## Tinerețe
Oliver Riedel s-a născut în data de 11 aprilie 1971, în Schwerin, Germania de Est. În copilărie, Oliver avea relații bune cu ambii părinți. Ca un copil, Oliver nu era un student bun, dar el și-a făcut drumul prin școală cu ajutorul mamei sale. Oliver era destul de timid, în special în anii adolescenței, iar în timp ce prietenii lui s-au împărțit la discoteci, el ar fi găsit adesea doar "în jur".

## Cariera
În 1990, la vârsta de 19 ani, Oliver a început să cânte într-o formație folk-fiddle / punk-rock numită "The Inchtabokatables". În 1994, Riedel, Till Lindemann, Richard Z. Kruspe și Christoph "Doom" Schneider au intrat și au câștigat concursul "Beat Metro" de la Berlin, care le-a permis să înregistreze profesional un demo de patru piese. Paul Landers și Christian "Flake" Lorenz se vor alătura mai târziu formației pe care o numesc Rammstein.
Cei 6 au lansat primul lor album, Herzeleid ("Durere de inimă"), în septembrie 1995. Al doilea album, Sehnsucht ("Dorință"), a fost lansat în 1997, care va deveni mai târziu platină. În aprilie 2001, albumul Mutter (Mamă) a fost lansat și a urmat de un tur european care s-a încheiat pe 13 iulie 2002. S-a raportat că în acel moment membrii Rammstein au discutat serios dacă vor continua sau nu în forma lor actuală. S-a hotărât că toți ar trebui să ia ceva timp și apoi să-și reconsidere dacă să continue.
În 2003, Rammstein a început să lucreze la al patrulea album, care urma să dovedească un moment de cotitură în sunetul și maturitatea lui Rammstein. În 2005, a fost lansat Rosenrot ("Trandafir").
Al șaselea album Rammstein, "Liebe ist für alle da", a fost lansat în octombrie 2009.
După aproape un deceniu fără muzică nouă, Rammstein au lansat albumul de studio numit Rammstein, în data de 17 mai 2019.

## Viața personală
Oliver are doi copii, o fată numită Emma și este separată de mama ei.
Îi place fotografia și sportul, în special skateboarding-ul și navigarea. În realizarea videoclipului pentru "Keine Lust", el menționează că dorește să meargă cu snowboarding în timp ce poartă un costum de grăsime. Sa spus că este cel mai numeros membru al trupei.
El tinde să-și lase părul tuns sau complet ras, însoțit de o goatee. El este, de asemenea, cel mai înalt membru al trupei, având o înalțime de 2 m.

## Citate și interviuri
Despre zvonurile de destrâmare
"Nu am vrut niciodată, dar după Mutter, am avut vremuri grele, pentru că cel de-al treilea album este cel mai dificil și a avut o mare presiune asupra noastră, de asemenea, am avut diferențele dintre membrii grupului, iar așteptările tuturor erau diferite. A durat un an de odihnă, iar după aceea am realizat că vrem să fim împreună și să continuăm."
La începutul vieții sale cu familia
Intervievător: "A-ți avut multe probleme cu părinții dvs.?"
Riedel: "Nu prea, deloc. Părinții mei sunt destul de tineri, ceea ce este bine. Deoarece diferența de vârstă nu este atât de mare, am avut o relație bună cu ei. Lui tata și mama i-au plăcut, de asemenea, aceeași muzică ca mine. Eram aproape prieteni decât o familie".
Intervievător: "Dar, bineînțeles, ți-ai tachinat frații și surorile..."
Riedel: "Nu, pentru că nu am. Dar dacă aș fi avut, i-aș fi tachinat cu siguranță!"